# Стање у војном и грађанском санитетету пред почетак Великог рата
Стање у војном и грађанском санитетету пред почетак Великог рата је приказ стања у српској војсци и њеном војном санитету у моменту када је Краљевине Србије ступила у рат са много бројнијим и опремљеним војничким кадром, наоружаним за оно раздобље бољим и савременијим наоружањем, које је наносило много теже ране код повређеним српским војницима и становништва у бомбардованим градовима. Према подацима главног интенданта пуковника Ђорђа Богдановића Србија је за овај рат мобилисала око 532.000 својих грађана, међу њима око 10.000 официра и војних чиновника. У оперативним јединицама 1. и 2. позива налазило се око 350.000—400.000, остало су били војници 3. позива и последње одбране. 
Овај број мобилисаних припадника војске на почетку рата требало је да санитетски обезбеди, 409 лекара (са само 25 хирурга), од којих се у оперативним јединицама налазило 224 лекара, у војишном делу државне територије 91 и у позадинским установама 94 и 190 апотекара. После више од 100 година од почетка рата остаће за дивљење и памћење у историји ратне медицине, напор и труд којим је овако мала група санитетлија требало да буде изложена, у предстојећим ратним условима, са сиромашним могућностима једне мале и неразвијене земље. Која је при томе требало да обави један тежак и одговоран посао какав је био распоређивање — преношење — смештање — лечење једнога великог броја рањеника и болесника у 58 варошица, вароши и градова ондашње Краљевине Србије. 
То што је све у санитету на почетку Првог светског рата било скромно и сиромашно, ни мало није умањило вредност подухвата у који се упустила санитетска службе Краљевине Србије улазећи у рат који је водила од 1914. до 1918. године.

## Организација санитета
Санитет Српске војске своју организацију заснивао је на: „Закону о устројству војске“ из 1883. године — који је одређивао састав пуковског и дивизијског санитета.Закон је допуњен 1889. новом „Формацијом целокупне војске“ и импровизованим допунама после Балканских ратова због укључивања у састав државе, територија новоприпојених области и њихове војнотериторијалне организације. Из ових законских одређења проистицала је и организација војног санитета у миру и рату и рад војносанитетске службе. Организационо санитет изгледао овако: 
Пуковска организација санитета
Пук, као основна јединица у свом саставу имао је: два лекара и санитетско одељење (састављено од болничари и носиоци рањеника). У ратној пракси се због недостатка лекара, санитет пука најчешће се сводио на једног лекара и једног медицинара.
Пукови трећег позива имали су једног лекара или медицинара а, коњички и артиљеријски пукови једног лекар, понекад само медицинарса са завршених више семестара. 
У ратним условима пуковски лекар са својим болничарима развија је пуковско превијалиште у близини борбене линије, а евакуација рањеника је вршена ка дивизији. 
Дивизијска организација санитета
Дивизија је у свом саставу имала референт санитета (виши активни официр), болничарску чету која је у ратним условима развијала дивизијско завојиште са 2–3 лекара (један од њих је био хирург), санитетску колону за евакуацију рањеника и болесника (један лекар), мунициону и профијант-колону у којима се могао наћи најчешће медицинари или старији болничарски подофицири (лекар чешће у муниционој колони) и, пољску болницу.
Свака дивизија 1. позива (састав 4 пешадијска пука) имала је по четири, а за дивизију 2. позива (3 пешадијског пука) три болнице, у свакој болници два лекара и једног апотекар уз остало помоћно особље (међу њима су били и медицинари). 
Евакуацију је вршила према фронтовским болницама санитетска колона, али су коришћени и друге војне колоне (муниционе и профијант-колоне) и цивилни капацитета  (локална мобилизација превозних средстава).
Армијска организација санитета
Армија (по ратном устројству одговарала је по величини а-мијском корпусу већине европских земаља, са најчешће 3 дивизије у своме саставу). На ћелу санитета је био начелник санитета, по правилу један од најстаријих активних санитетских официра, који је на ту дужност постављан краљевским указом.
Санитет у одбрани града Београд
Нешто касније је образована и Одбрана Београда од више разних јединица батаљонске јачине, кадровских, 1, 2 и 3 позива и добровољачких, са основом јединица из Дунавске дивизијске области.
Њихова медицинска база била је београдска војна болница, убрзо са америчким особљем на челу са др Едвардом Рајаном, који је касније добио чин резервног санитетског пуковника српске војске.
До Балканских ратова постојало је 5 сталних војних болница које су се налазиле у седиштима дивизијских војних области: 
- Ниш–Моравска војна болница,
- Ваљево–Дринска војна болница,
- Београд– Дунавска болница,
- Крагујевац–Шумадијска болница
- Зајечар–Тимочка болница.

У новим дивизијским војним областима: Вардарској (Ско-пље), Косовској (Косовска Митровица), Ибарској (Нови Пазар), Брегалничкој (Штип) и Битољској(Битољ), основане су сталне војне болнице међу којима су највеће биле у Скопљу, Битољу, Митровици и Приштини. 
Четири сталне мирнодопске војне болнице нa територији предкумановске Србије, као и војна болница у Скопљу, проширене су пред почетак ратних услова, и чиниле су основицу болничке службе око којих су се организовале резервне војне болнице. 
Београд, који је до Великог рата био највећи болнички центар, због своје изложености ратној опаснсоти као погранично место сведен је на локалну делатност, што је представљало велику погрешку у односу на стање у Балканским ратовима када су у њему функционисале 24 резервне болнице. Његову улогу преузели су Ниш, Крагујевац и Скопље.

### Распоред ангажованог санитета у јединицама
У тренутку настанка ратног стања 1914. године у оперативној војсци укупно је било ангажовано санитетета у:
- 11 дивизијских болничарских чета са завојиштима,
- 39 пољских болница и
- 11 дивизијских санитетских колона.

Сваки пук имао је своје санитетско одељење са превијалиштем. Позадинске санитетске установе чиниле су болнице: сталне, резервне и привремене, санитетски и апотекарски депои и депои Српског Црвеног Крста као цивилне институције.

### Територијална подела санитетских надлежности
У организационом смислу, цела Краљевина Србија је територија била у погледу одговорности подељена на два дела: фронт и позадину. 
Све фронтовске санитетске институције (оперативна војска, болнице) потпадале су под надлежност Санитетског одељења ВрховнеКоманде, све позадинске, укључујући и новоприпојене области, под Санитетско одељење Министарства војног. Оно је, поред тога, било дужно да кадровима, санитетском спремом и лековима снабдева оперативну војску и фронтовске установе.
Изузетак од овога су биле „Трупе нових области“ са командом чије је седиште било у Скопљу, које су у погледу организације и командовања потпадале и даље под Министарство војно, па је то био случај и са њиховим санитетским јединицама.

## Стање кадрова и здравствених капацитета
Војни санитет сачињавале су медицинска, апотекарска и ветеринарска служба. За рат против Аустроугарске Царевине 1914. године Србија је мобилисала, 532.000 грађана, од тога 409 лекара. Према подацима министра војног пуковника Душана Стефановића међу 409 лекара, било је:
| Структура лекара     | Број |
| -------------------- | ---- |
| Активни официри      | 89   |
| Резервни официри     | 214  |
| Војни обвезници      | 67   |
| Странци под уговором | 22   |
| Жене лекари          | 17   |

У апотекарској служби у Србије било је:
| Структура апотекара   | Број | Напомена                                                                              |
| --------------------- | ---- | ------------------------------------------------------------------------------------- |
| Апотекари             | 190  | - Војни стални апотекари 13 - Војни апотекари по уговору 10 - Грађански апотекари 167 |
| Апотекарски помоћници | 60   |                                                                                       |
| Апотекари приправници | 21   |                                                                                       |

У војсци је било ангажовано 144 апотекара, 42 помоћника и 16 приправника, у позадини нераспоређених је остало 46 апотекара, 18 помоћника и 5 приправника.
Поред горенаведених, у Србији се налазио необухваћен војном обавезом још 61 лекар (58 српских и 3 страна држављана, међу њима 10 жена), углавном старијих и за војну службу неспособних особа, или су у питању били лекари у новоослобођеним областима (Македонија) који тада још нису били мобилисани (што ће се касније догодити) највећи број се налазио у Битољу који је у оно време био један од најразвијенијих градова на Балкану. Такође је из разних разлога 30 студената медицине (4 медицинарке) било нераспоређено. 
Поред ових стручних лица, у санитетским јединицама налазилису се болничари и носиоци рањеника и болничарски подофицири, који су за те послове били обучени током служења сталног кадра. У саставу санитета била је и посебне јединице — санитетске колоне са превозним средствима за рањенике, опремљена специјалним возилима са коњском вучом, којих је за ратне потребе било недовољно, било мобилисаним четвороточкашкима (српским народним колима са воловском вучом) и возарима. 
Имајући у виду наведене податке Србија је на почетку Великог или Првог светског рата имала, и за мирнодопске услове, мањак лекара, јер је рат је Србију затекао са око 4.500.000 становника и грађанским и војним санитетом, која је укупно имала свега 450 лекара, рачунајући ту старе, младе и жене лекаре. Са овим бројним стањем санитетска служба је требало да одговори на све изазове који су јој се наметали. О томе пуковник др Лазар Генчић у свом предавању у Официрском дому, уочи самих ратова 1912—1918, закључио је:
| „ | Српски санитет је и за нормалне прилике бројно веома слаб, за рат он је сасвим недовољан...Ми у ствари немамо војни санитет, већ једну малу групу грађанских лекара обучених у униформе санитетских официра...Нема примера у војној историји да је... онако велика војска какву смо ми изводили у сва три рата пошла са онако малим бројем лекара. | ” |

Велики недостатак за српски грађански и војни санитет била је чињеница да Београд, дотле највећи болнички центар и окосница збрињавања рањеника и болесника у балканским ратовима (када су у њему функционисале 23 резервне болнице), овога пута као погранична варош био изложен борбеним дејствима непријатеља. Његову улогу морали су да преузму Ниш, Крагујевац и Скопље. У Београду су остали само болничари неборци, болничарке и болничко особље, неколико жена лекара и лекара неспособних за војну службу из здравствених разлога.

## Опремљеност санитетским и другим средствима
Опрема и средства намењена првој помоћи, опште медицинском и хируршком раду на бојишту, била су задовољавајућа по оцени српских и страних хирурга. Новонабављен и на време подељен холандски Утермеленов (Utermöhlen) први завој (по два код сваког војника) могао је да се употреби (према претходним искуствима) са успехом. Било је довољно удлага за фиксацију прелома костију (по конструкцији др Михаила Петровића) и потпуно су одговарале својој намени. Нису се показали прикладним за транспортну имобилизацију: гипс и разне импровизације (дашчице, картон, жица и сл). Средства за евакуацију поврешених и оболелих била су неподесна и недовољна. На дан избијања Прво светског рат санитет је располагао са три санитетска воза за нормални колосек и једним за пругу уског колосека (на прузи Младеновац – Ваљево). Убрзо, по наређењу Врховне команде, формирана су још два за превоз лаких рањеника и реконвалесцената, а до краја 1914, још два воза, тако да је санитет располагао на почетку рата са седам возова. Возови су били опремљени као пољске болнице.
Српске пољске болнице (по четири на сваку дивизију) имале су санитетског материјала за 100 рањеника (оболела) и под шатором (када се нису развијале у зиданим објектима) простор за 14 — 16 кревета. Санитетска чета која је развијала завојиште (по једно на дивизију), у коме је било: четири лекара, један апотекар, један медицинар и 450 војника болничара, од којих су упућивани болничари у пукове. У сваком пуку било је 1–2 лекара, 56 болничара војника и 64 носиоца рањеника. 
Пре почетка рата, пољске болнице, су постављене позади борбеног распореда и дуж пута, како би прикупљале све рањене и оболеле, и после указане помоћи враћале у јединицу или евакуисале у ваљевску болницу или директно на санитетски воз који је био спреман у Ваљеву. Санитетских кола није било те су, за евакуацију до Ваљева, и других болница, припремљени коњи, запрежна кола или кола коморе у повратку, а у случају хитног покрета јединице–како је ко знао и умео. Није било ни болничких шатора ни барака те су пољске болнице биле смештене у сеоским кућама или кафанама, а није било ни довољњно простирке и сламе.
Санитетска ратна материјална средства, било које врсте, била су набављена у потребној количини, али неравномерно распоређена, често пакована у гломазне сандуке и недовољно попуњена. Велики проблем био је непостојање санитетских складишта, па се често морало одолазити у велико складиште у Нишу, по опрему и материјал. 
Сви санитетски цивилни магацини и магацини Црвеног крста били су потпуно испражњени. Црвени крст је једино располагао са 20.000 кревета осталих после балканских ратова, али убрзо се успоставило да је за рат потребно обезбедити најмање 100.000.
Слабо развијена и готово без средстава за рад, превентивна служба, која је поред Пастеровог завода у Нишу, имала још само шест специјалиста из области бактериологије и хигијене, који су, истовремено радили и као трупни лекари.
Велику кривицу за то имао је однос војног врха према санитету, након Балканских ратова (упркос напорима др Владана Ђорђевића и др Мике Марковића), да то исправе, био је потцењивачки. На санитет се ни изблиза није гледало с дужним уважавањем као што се гледало на коњицу или артиљерију. До разумевања санитета и испуњавае његових потреба, тешко се долазило. И са тако малим бројним стањем на сву срећу чињенице на почетку Великог рата ишле су на руку санитетској служби; те су још пре повлачења у Србији почела да се појављују ако не у дословном смислу специјалистичка, а оно барем – посебна одељења, која су унапредила збрињавање повређених и оболелих. Тако су у Пирот – што је врло мало познато – из свих резервних и пољских болница слати оболели од тетануса, а у Нишкој војној болници основана је служба за збрињавање главе и вилица. Али даљи ток догађаја негативно се одразио на започету експанзију српског санитета. Застрашујуће епидемије пегавца, која је коштала живота многе лекаре и медицинаре, и разуме се – повлачење и албанска голгота, не само да су зауставиле овај процес већ су га и спустиле испод достигнутог нивоа.

## Обученост санитетског кадра и српско ратно хируршко искуство пред почетак рата
Обученост болничара за ратне услове није била задовољавајућа, а било их је и јако мало. Налазили су се само у пуковским превијалиштима, дивизијским завојиштима и пољским болницама. У позадинским болницама радиле су као добровољке, болничарке и болничари трећег позива. Опрема и средства намењена првој помоћи, опште медицинском и хируршком раду на бојишту, по оцени српских и страних хирурга, била је задовољавајућа.
Српско ратно хируршко искуство, пред почетак рата било је богато, захваљујући томе што је српска ратна хирургија у свим
ратовима (Балкански ратови) пратила је своју нацију и тиме постигла врхунске резултате у немогућим условима чиме је подносећи највеће жртве достигла светски врх. Међутим општа катаклизма Првог светског рата довела је до промена карактера ратне ране због измена у војној техници и тактици.
Први светски рат значајно се разликовао од претходних које је водила Србија...„не само по неупоредиво већем броју погинулих и рањених,  него и много тежим ранама код повређених“... Прве две ратне године (1914—1915) карактерише трауматска епидемија узрокована великим и крвавим биткама. Као резултат промене у војној техници и тактици, карактер ратне ране био је потпуно измењен.
| „ | Експлозивне повреде (шрапнел, граната, бомба) биле су заступљене са 73,7%, пушчане са 17,2%, контузије са 8,8% и повреде хладним оружјем у 0,3%. Од 2.000 рањеника, њих 4,6% имало је повреду лобање, а искључујући морибунде, код оперисаних рањеника смртност је била 16%, а код оперисаних са повредом мозга смртност је била 28%. | ” |

 Иако са знатним искуствима у збрињавању рањеника, стеченим у претходна два Балканска рата, српски санитет од почетка суочен са недостатком лекара, хирурга, епидемиолога и санитетског материјала, једва је успевао да одгоовори свим потребама.